# Pierpaolo Piccioli
Pierpaolo Piccioli, né en 29 août 1967 à Rome et originaire de Nettuno, est un styliste et un grand couturier italien. Il a notamment travaillé durant 25 ans au sein de la maison de haute-couture Valentino, dont il a été co-directeur créatif entre 2008 et 2016 aux côtés de Maria Grazia Chiuri puis directeur créatif de 2016 à 2024. Son travail est notamment marqué par l'introduction de la couleur Pink PP à partir de 2022.

## Biographie
Pierpaolo Piccioli est né en 29 août 1967 à Rome. Il grandit dans la ville de Nettuno où fréquente une école privée. L'adolescent s'intéresse à la littérature et poursuit ses études universitaires dans le stylisme.
Une fois ses études terminées, Pierpaolo Piccioli commence sa carrière chez Fendi,,.
En 1999, Pierpolo Piccioli est engagé par la maison Valentino et y dirige le secteur des accessoires avec Maria Grazia Chiuri,.
Avec le départ d'Alessandra Facchinetti en 2008, le duo Pierpaolo Piccioli / Maria Grazia Chiuri est promu et partage le poste de directeur créatif de la maison,,. Lors du départ de sa collègue pour la maison Dior en 2016, il assume seul la direction de la création de Valentino.
En mars 2024, Pierpolo Piccioli annonce qu'il quitte la maison Valentino. Cette décision surprend le milieu de la mode. Certains commentateurs estiment que la volonté du styliste de toucher un large public n'était plus en phase avec la stratégie commerciale de grands groupes de luxe davantage orientée vers la niche des personnes ultra-riches. À l'annonce de son départ, l'ensemble de la profession salue son travail,,.
En 2025, Pierpaolo Piccioli a été nommé directeur artistique de Balenciaga, prenant ses fonctions à partir du 10 juillet, peu après le dernier défilé haute couture de Demna, son prédécesseur chez la maison. Cette nomination, très attendue dans le monde de la mode, intervient plus d’un an après son départ de Valentino.

## Collaborations artistiques
En 2019, Pierpaolo Piccioli collabore avec les musiciens Alexandre Desplat et Solrey pour la création de leur opéra En Silence. En lien avec l'esthétique japonaise de l’œuvre, il conçoit des costumes colorés et inspirés du théâtre traditionnel nippon,.

## Style et conception artistique
Pierpaolo Piccioli est réputé pour son esthétique épuré et son style poétique,. Dans une interview en 2019, il insiste sur la recherche d'excentricité et d'individualité qu'il poursuit à travers ses créations.
Sur le plan technique, le styliste favorise l'utilisation de monochromes, à l'image de la collection automne-hiver 2022 intégralement rose et de celle 2024 intégralement noire, et de grands volumes pour dessiner les silhouettes des modèles,,.
De manière générale, le traitement de la couleur est spécifique au travail de Pierpaolo Piccioli : celui-ci opte souvent pour des colorations vives et intenses,,,. Son travail de 2022 avec l'entreprise Pantone pour créer une nuance de rose, le Pink PP, en étant l'exemple le plus emblématique,,. Attentif à cet aspect et connu pour sa minutie ainsi que sa proximité avec ses équipes artisanales, le styliste italien s'est notamment entouré d'un coloriste réputé chez Valentino,,.
À l'opposé d'autres grands noms de la mode, Pierpaolo Piccioli a également prôné une vision moderne, plus ouverte et grand-public du stylisme,,. Il a notamment ouvert ses défilés et ses créations à des modèles éloignés des standards de la professions - mannequins grands et minces. Dans cette perspective d'ouverture vers un public plus large, Pierpaolo Piccioli a dessiné des vêtements inspirés du quotidien et du streetwear,. Ces axes de travail expliquent l'intérêt des jeunes, notamment la génération Y, pour les créations du styliste.
Le styliste juge ses années d'enfance, d'adolescence et universitaires ainsi que ses amitiés de l'époque décisives pour son approche de la création. L'ouverture intellectuelle tout comme la variété des milieux socio-culturels qu'il a côtoyé lui ont permis de développer une approche favorisant la curiosité et la nouveauté.
Durant sa carrière, Pierpaolo Piccioli a insisté sur le respect des valeurs, de l'héritage et du savoir faire des ateliers et des maisons de haute-couture, notamment Valentino. Il s'est ainsi tenu à distance du monde de la mode gravitant autour de la jet-set, préférant défendre une approche artisanale et humaine du stylisme et du luxe,,.

## Vie privée
Pierpaolo Piccioli est marié et père de trois enfants. La famille est restée très attachée à Nettuno.
Pierpaolo Piccioli prend parfois position sur les sujets politiques. Ainsi, il affiche publiquement son opposition à la politique de Donald Trump, son soutien à Kamala Harris lors de sa campagne en 2024 ou critique les positions xénophobes et anti-immigration de certains politiques italiens,.